# Córrego dos Camilos

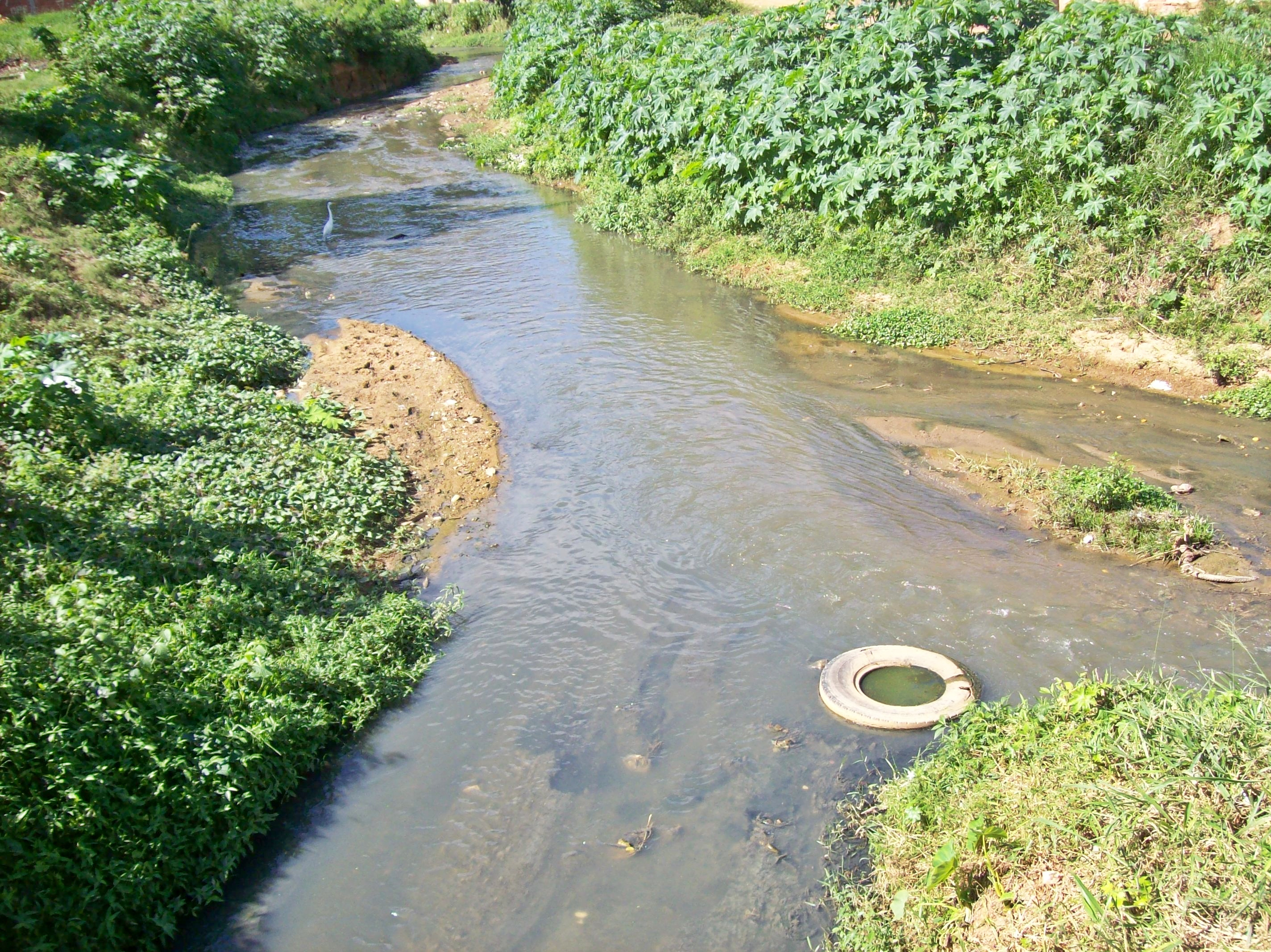
Foz do córrego dos Camilos no ribeirão Caladão (este vindo da direita), entre os bairros Sílvio Pereira I e Melo Viana.

O córrego dos Camilos, também conhecido como córrego São Vicente, é um curso de água que nasce e deságua no município brasileiro de Coronel Fabriciano, no interior do estado de Minas Gerais. Sua nascente está nas proximidades do bairro São Vicente, banhando os bairros Santa Cruz, Sílvio Pereira II, Santa Rita, Sílvio Pereira I e São Geraldo até sua foz no ribeirão Caladão, entre o Sílvio Pereira I e o Melo Viana.
Seu curso de cerca de 4 km corta uma das regiões mais populosas da cidade. Recorrentemente são registrados problemas com enchentes e assoreamento, sendo necessária a realização ocasional de seu desassoreamento.